# Trojan Roots Reggae Box Set
A Trojan Roots Reggae Box Set egy három lemezes roots reggae válogatás.  2005-ben adta ki a Trojan Records kiadó.

## Számok

### CD 1 – Forward Jah Children
1. Dennis Brown - Wolf And Leopards (Extended Mix)
2. Johnny Clarke - Blood Dunza
3. Junior Delgado - Sons Of Slaves (Extended Mix)
4. Frankie Jones & Tappa Zukie - Proud To Be Black (Extended Mix)
5. Gregory Isaacs - Slavemaster
6. Horace Andy - Zion Gate (Extended Mix)
7. Junior Murvin - Philistines On The Land (Extended Mix)
8. The Inner Circle - 80000 Careless Ethiopians
9. Leroy Smart - Every Natty
10. Cornell Campbell - Jah Jah A Go Beat Them
11. In Crowd - Born In Ethiopia
12. Knowledge - Sentry
13. Junior Byles - Can You Feel It (Extended Mix)
14. Ronnie Davis - Jah Jah Jehoviah
15. The Bluebells - Come Along
16. Linval Thompson - Jah Jah Dreader Than Dread (Extended Mix)
17. Glasford Manning - Prophecy Call

### CD 2 – Rasta Business
1. Johnny Clarke - Declaration Of Rights (Extended Mix)
2. The Heptones - Temptation, Botheration And Tribulation
3. Jacob Miller & The Inner Circle - Standing Firm
4. Peter & Paul Lewis - Ethiopia Land
5. Jackie Edwards & The Aggrovators - Invasion (Extended Mix)
6. Cornell Campbell - I Heart Is Clean
7. Gregory Isaacs - Rasta Business
8. Knowledge - Population
9. Linval Thompson - Jah Jah Is The Conqueror (Extended Mix)
10. Dennis Brown - Africa (Extended Mix)
11. Junior Delgado - Jah Jah Say
12. Earl Sixteen - Freedom (Extended Mix)
13. Barry Brown - No Wicked Shall Enter The Kingdon Of Zion (Extended Mix)
14. Freddie McGregor - Rastaman Camp
15. Tappa Zukie - Leberation Struggle
16. In Crowd - Dedicated To Jah

### CD 3 – Chant Down Babylon
1. Little Roy - Touch Not My Locks (Extended Mix)
2. Freddie McGregor - The Overseer
3. Johnny Clarke & U Roy - Every Knee Shall Bow (Extended Mix)
4. Evan Jones - Four And Twenty Dreadlocks
5. Knowledge - Hail Dread
6. Dennis Brown - So Long
7. Junior Delgado - The Raiders (Extended Mix)
8. Devon Irons - When Jah Come
9. Prince Lincoln & The Royal Rasses - Humanity
10. The Ethiopians - Slave Call
11. Horace Andy - This Must Be Hell (Extended Mix)
12. James Booms - Psalms 20 (Extended Mix)
13. In Crowd - Rasta Man No Evil
14. Leroy Smart & I Roy - Jah Is My Light - Wicked Eat Dirt
15. Cornell Campbell - Give Me Strength Oh Jah
16. The Black Notes - African Style
17. Jacob Miller - The Truth Has Come Again

## Külső hivatkozások
- https://web.archive.org/web/20071029153549/http://www.roots-archives.com/release/4272
- http://www.savagejaw.co.uk/trojan/tjetd296.htm Archiválva 2007. december 11-i dátummal a Wayback Machine-ben